# Cristina Stenbeck
Cristina Mayville Stenbeck, född 27 september 1977 på Long Island, New York, är en svensk-amerikansk affärskvinna.

## Biografi
Cristina Stenbeck är äldsta barn till Jan Stenbeck och amerikanskan Merrill Stenbeck, född McLeod. Hon är syster till Hugo, Sophie och Max Stenbeck. Hon har även en halvbror, Felix Granander. Hon växte upp på Long Island i New York och tog filosofie kandidatexamen i ekonomi vid Georgetown University i Washington D.C. 2002. Kort därefter avled fadern hastigt och Cristina Stenbeck tog över rollen som familjens företrädare i Stenbecksfären. 
Efter Jan Stenbecks död övertogs posten som styrelseordförande i Kinnevik av Pehr G. Gyllenhammar, medan Cristina Stenbeck blev vice ordförande. Hon blev styrelseordförande i maj 2007 och är också styrelseledamot i Metro International, Millicom, MTG, Tele2, Transcom, Emesco och Korsnäs.
2012 mottog Cristina Stenbeck Kungliga Patriotiska Sällskapets Näringslivsmedalj för framgångsrikt entreprenörskap som bidragit till svenskt näringslivs utveckling.
Sedan september 2005 är hon gift med den engelske företagsledaren Alexander Fitzgibbons.
I ett pressmeddelande 11 mars 2016 skrev Cristina Stenbeck att hon skulle avgå som ordförande i Kinnevik, och istället bli valberedningens ordförande. Efter 2019 sitter hon inte längre i Kinneviks styrelse. Men sedan Maj 2025 är Cristina återigen tillbaka som ordförande för Kinnevik.